# IOS 7
iOS 7 es el sistema operativo diseñado por Apple como sucesor de iOS 6. Fue anunciado en la Conferencia Mundial de Desarrolladores de Apple. Salió a la luz el 18 de septiembre de 2013. Se incluye un rediseño de la interfaz de usuario y numerosas mejoras a la funcionalidad del sistema operativo. El diseño de los nuevos elementos de iOS 7 fue dirigido por Jonathan Ive, vicepresidente de Diseño Industrial de Apple.
iOS 7 tuvo muchas críticas, tanto positivas, como negativas. Lo que más impacta de iOS 7, es su renovación de diseño, además de muchas más características nuevas, que en iOS 7.0
no estaban disponibles, cómo AirDrop, el centro de control, CarPlay, aunque no todas las características están disponibles en todos los modelos. Compatible con: iPhone 4 o superior, iPad 2 o superior, iPad Mini o superior e iPod Touch (5ª generación)

## Historia
El lanzamiento de iOS 6 en septiembre de 2012 fue polémico, debido a los conflictos de licencias en la aplicación Google Maps siendo reemplazado por un software propio de Apple. Tras su lanzamiento, los usuarios que se actualizaron a esta versión reportaron una serie de errores e inexactitudes del servicio, lo que condujo a Tim Cook a pedir disculpas por los errores presentados en el servicio y sugirió a los usuarios utilizar otros servicios disponibles en el App Store. Consecuentemente, el 29 de octubre de  Scott Forstall fue despedido, como vicepresidente senior de iOS.
En la WWDC 2013 se presentó la nueva versión de iOS, la presentaron como "El mayor cambio de iOS desde el iPhone Original", presentaron 10 de sus principales características, las más novedosas fueron el nuevo diseño, Air Drop, Control Center, Nuevo Multitarea, la aplicación Fotos, Cámara, Safari, Calendario, Siri, Fondos dinámicos, iOS en el auto y un extra que fue "Buscar mi iPhone".
Actualmente, con la actualización 7.1.2 se corrige el fallo de seguridad, además de optimizar el sistema, en especial para el iPhone 4.
Luego en este iOS se agregaron nuevos tonos en esta actualización, también se inventó una sección de tonos clásicos donde movieron los tonos antiguos originales desde la creación del iPhone.

## Características

### Centro de control
Al igual que en el Centro de Notificación, Centro de Control está disponible desplazándose hacia arriba desde la parte inferior de la pantalla y proporciona acceso a los ajustes como el modo de avión y el brillo, controles de medios, AirPlay y Air Drop , y los accesos directos a varias aplicaciones, incluyendo una linterna incorporada, temporizador, calculadora, y la cámara.

### Multitarea
iOS 7 se basa en la limitada multitarea introducida en iOS 4 (que venia en el iPhone 3Gs y el iPhone 4) y proporciona multitarea completa para todas las aplicaciones. La capa de multitarea también prevé fondo de actualización de aplicaciones, al mismo tiempo las notificaciones son empujadas al dispositivo, y vistas previas de todas las aplicaciones en ejecución.

### Safari
Safari en iOS 7 integra el campo de búsqueda inteligente, utilizado por primera vez en Safari 6 para OS X y Mavericks iCloud, aplicación de iCloud llavero . Otros cambios incluyen pestañas infinitas, control parental, y mejoras en Twitter compartir y Reading List. El área de la ficha también se ha reorganizado para ver las pestañas de arriba en lugar de que un paginado frente a frente.

### AirDrop
iOS 7 integra Wi-Fi compartido, característica de Apple. Con AirDrop puedes compartir imágenes, correos y mucho más con el iPhone 5 o superior, el iPad con pantalla Retina (4ª generación) o superior, iPad Mini o superior e iPod touch (5ª generación)

### Cámara
La nueva interfaz de la cámara permite deslizar entre cuatro modos diferentes (video, foto, foto cuadrada e imagen panorámica) y ofrece filtros de foto en vivo y vista previa.
Los filtros en la app de fotos están disponibles en todos los dispositivos con iOS 7. Según modelos: iPhone 4 sólo video, foto, foto cuadrada. iPhone 4s, 5, 5c e iPod touch 5ª generación: video, foto, foto cuadrada, imagen panorámica, haz fotos mientras grabas (sólo 5c) y filtros. iPhone 5s: video, foto, foto cuadrada, imagen panorámica, grabación a cámara lenta, modo ráfaga, filtros y haz fotos mientras grabas.

### Dispositivos de confianza
Nuevo en iOS trae dispositivos de confianza, en que el usuario es alertado con una pantalla de advertencia cuando se conecta el dispositivo iOS a su Mac / PC para preguntarles si se puede confiar en el equipo conectado.

### Fotos
Fotos en iOS 7 utiliza los datos EXIF en cada foto para ordenar las fotos por fecha y lugar, al nivel del año, y también es compatibles con compartir vídeo a través de iCloud Galería de fotos.

### Siri

Logo de Siri, el asistente personal de Apple

Siri cuenta con un nuevo diseño para que coincida con el resto del sistema,nuevas voces masculinas y femeninas, un mayor control de la configuración del sistema, Twitter, Wikipedia, Bing y la integración de fotos. Sin embargo aún con la actualización seguirá estando disponible exclusivamente para: iPhone 4S o superior, iPad (3ª generación) o superior, iPod Touch (5ª generación) de 16GB, 32GB y 64GB. Se rumoraba que con la actualización el iPhone 4 adquiriría también la función de Siri, el rumor fue desmentido y se conservó la función original en estos modelos: Control de Voz en modelos iPhone 4 o inferior, iPad (2ª generación) o inferior.

### iOS en el automóvil
iOS en el automóvil, que se estrenó en 2014 con iOS 7.1, utiliza la integración de Siri en modelos seleccionados para ofrecer ojos libres y manos libres de navegación por satélite, la telefonía, la música y la integración iMessage través de la pantalla del automóvil.

### App Store
La App Store ofrece más opciones de búsqueda por rango de edad y la participación consciente de la ubicación y también añade aplicaciones de actualización automática.

### Fondos dinámicos (iPhone 4s o superior, iPod touch (5ª generación), iPad 2 o superior, iPad Mini o superior)
Una característica similar a la de Android, donde un fondo de pantalla puede estar en movimiento en lugar de sólo estática. Existen dos fondos "dinámicos" que se incluyen en las betas y los dos diseños de «burbuja» tiene con poco diferentes coloraciones. Estos fondos de pantalla que tienen burbujas,se mueven basado en el acelerómetro del dispositivo. Fondos de pantalla estáticos se mueven ahora con el acelerómetro. Además, si una foto panorámica se toma con la aplicación nativa «Cámara» se moverá sobre la base de que el dispositivo está «buscando», basada en la información del acelerómetro.

### Buscar mi iPhone
Una de las principales aplicaciones de seguridad en iOS es "Buscar mi iPhone", en versiones anteriores de iOS podemos buscar, bloquear y eliminar el contenido de nuestro iDevice remotamente, pero con esta versión de iOS Apple da un gran paso para luchar contra la venta de dispositivos de segunda mano robados, el nuevo sistema ahora tiene la característica de pedir el Apple ID del usuario si se quiere desactivar "Buscar mi iPhone" para poder restaurar ya sea desde iTunes o desde el mismo dispositivo, si se borra su contenido remotamente y es restaurado permanecerá inactivo el dispositivo y aparecerá una pantalla de activación pidiendo el Apple ID del usuario para poder activar el dispositivo, de lo contrario no podrá funcionar.

### iTunes Radio
Una función añadida a la app Música que funciona de forma parecida al servicio Pandora, en el que puedes escuchar música gratis con publicidad o sin publicidad si has pagado iTunes Match, la app busca una canción relacionada con la que escuchas en ese momento para reproducirla justo después. Esta función sólo está disponible en Estados Unidos, Canadá, Reino Unido, Europa, y algunos países de Asia y Oceanía.